# アイスホッケーチャイニーズタイペイ代表
アイスホッケーチャイニーズタイペイ代表（アイスホッケーチャイニーズタイペイだいひょう、アイスホッケー台湾代表、英語: Chinese Taipei national ice hockey team）は中華民国（台湾）の中華民国アイスホッケー協会によって編成される男子アイスホッケーナショナルチームである。

## 概要
台湾代表が活動したのはこれまでのところ、1987年、2005年、2008年のみである。1987年には非公式ながらアイスホッケー世界選手権で香港代表と対戦2-2で引き分けた。当時台湾は国際アイスホッケー連盟に加盟していなかったが各チームと1試合ずつ行った。2005年に親善試合を3試合行い、香港代表には2-6で敗れたがタイ代表には5-3,11-4で連勝している。

## 主な試合
|                | 年月日        | 場所                   | 得失点                   |
| -------------- | ------------- | ---------------------- | ------------------------ |
| 国際試合初登場 | 1987年3月8日  | オーストラリア, パース | 台湾 6 香港 2            |
| 最多得点差勝利 | 2008年4月25日 | 中国, 香港             | 台湾 9 マカオ 0          |
| 最多得点差敗北 | 1987年3月17日 | オーストラリア, パース | 台湾 3 オーストラリア 31 |